# Crna Klada
Crna Klada – wieś w Chorwacji, w żupanii osijecko-barańskiej, w mieście Našice. W 2011 roku pozostawała niezamieszkana.